# Concerti Sinfonici Russi

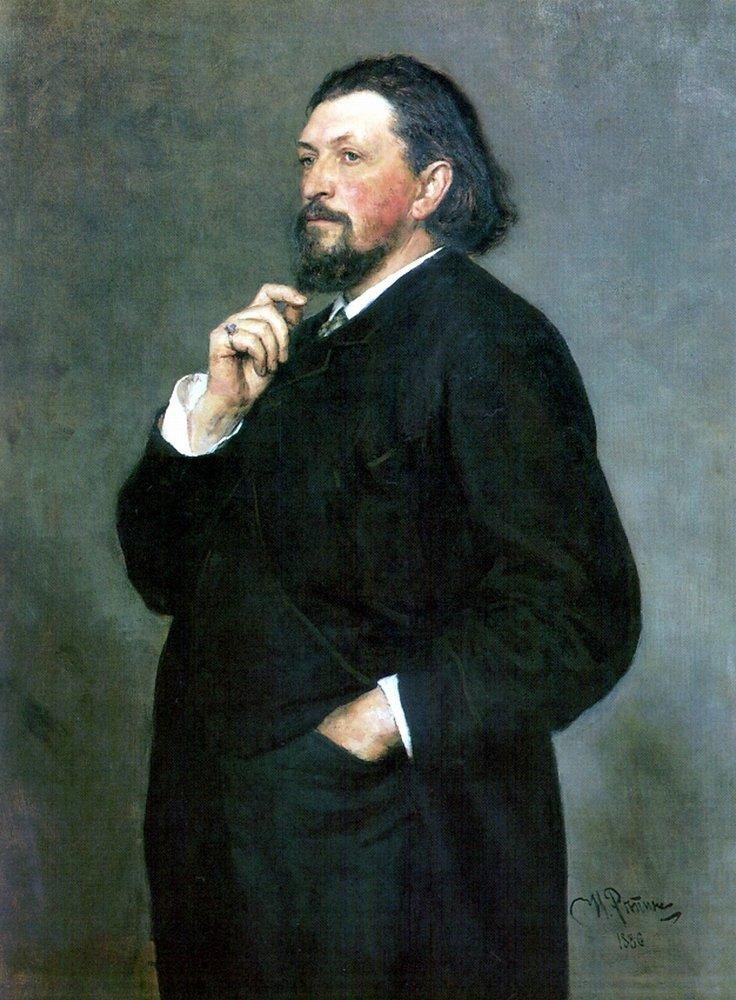
Ritratto di Mitrofan Petrovič Beljaev, fondatore dei Concerti Sinfonici Russi, dipinto da Il'ja Efimovič Repin.

I Concerti Sinfonici Russi furono una serie di concerti di musica classica russa, ospitati dal magnate del legname e musicista mecenate Mitrofan Petrovič Beljaev a San Pietroburgo, per promuovere l'esecuzione di musica orchestrale di giovani compositori russi, oltre a quelli della generazione precedente, come Nikolaj Rimskij-Korsakov e Milij Balakirev.

## Storia
L'idea dei Concerti Sinfonici Russi venne a Rimskij-Korsakov, che aveva conosciuto Beljaev all'appuntamento settimanale dei "Venerdì quartetto" (Les Vendredis) che si tenevano a casa sua. Beljaev aveva già preso un vivo interesse per il futuro musicale dell'adolescente Aleksandr Glazunov, uno dei più promettenti allievi di composizione dello stesso Rimskij-Korsakov.
Nel 1884, Beljaev prese in affitto una sala ed ingaggiò un'orchestra per l'esecuzione della prima sinfonia e di una suite orchestrale di Glazunov, che diresse parte del concerto. Vedendo che l'allievo non era ancora all'altezza, lo stesso Rimskij-Korsakov decise di prendere il suo posto. Questa "prova", come venne chiamata da Rimskij-Korsakov, venne ben accolta sia da Beljaev che dal selezionato uditorio. Incoraggiato dal successo dell'evento, Beljaev decise, la stagione successiva, di dare un concerto pubblico di opere di Glazunov ed altri compositori. In quell'occasione vennero eseguiti il concerto per pianoforte di Rimskij-Korsakov, ed il poema sinfonico Stenka Razin di Glazunov.
Sia la prima "prova" che questo concerto, diedero a Rimskij-Korsakov l'idea di organizzare una serie di concerti di musiche russe. Il numero di composizioni orchestrali stava crescendo, e c'erano sempre maggiori difficoltà a farle eseguire dalla Società musicale russa e da altre organizzazioni. Rimskij-Korsakov parlò dell'idea a Beljaev, il quale si trovò con lui d'accordo e si giunse all'inaugurazione dei Concerti Sinfonici Russi nella stagione 1886-1887. Rimskij-Korsakov diresse alcuni dei concerti, mentre Glazunov divenne direttore della stagione 1896.

## Prime esecuzioni
Alcune delle opere di musica russa oggi più famose vennero eseguite nei Concerti Sinfonici Russi. Rimskij-Korsakov terminò la revisione del poema sinfonico di Modest Musorgskij, Una notte sul Monte Calvo e la diresse in uno di tali concerti. Egli scrisse anche Shahrazād, Capriccio spagnolo e l'ouverture La grande Pasqua russa, creata apposta per queste manifestazioni. Vennero anche rappresentate alcune revisioni di opere di autori precedenti. Un concerto comprese la prima esecuzione della versione finale della Sinfonia n. 1 di Čajkovskij. Un altro concerto vide l'esecuzione della versione revisionata della Sinfonia n. 3 di Rimskij-Korsakov. Nel 1896 venne eseguito il poema sinfonico La roccia di Rachmaninov sotto la direzione di Glazunov, seguita l'anno successivo dalla prima della Sinfonia n. 1 di Rachmaninov, sempre diretta da Glazunov, che però fu un fiasco clamoroso.